# ラグビーワールドカップ2023 日本代表
ラグビーワールドカップ2023 日本代表 （ラグビーワールドカップ2023 にほんだいひょう）は、2023年にフランスで開催されたラグビーワールドカップ2023のラグビー日本代表である。

## 概要
ワールドカップ2019においてベスト8となったラグビー日本代表は、2019大会終了後、ジェイミー・ジョセフのヘッドコーチ続投が決定した。

### 2020年 コロナ禍による長期停滞
新型コロナウイルス感染症の世界的流行により、2020年6～7月のウェールズ戦とイングランド戦、11月のスコットランド戦とアイルランド戦が、次々と中止になった。秋に招待されていた欧州のオータム・ネイションズカップは、コロナ禍で南北半球のラグビー交流が不可能であることを受けて計画された 一度限りの国際大会だったが、感染リスクと準備期間の不足を理由に辞退した。2020年はテストマッチがまったく行えず、日本のワールドラグビーランキングはアルゼンチンとスコットランドに次々と抜かれ、ポイント数が変わらぬまま8位から10位に落ちた。
ジェイミー・ジョセフHCは、候補選手を50人ほどリストアップし、個別の調整メニューを配布して秋の試合に備えていた。リーチマイケルはこの期間中に関節の手術を済ませた。日本ラグビー協会は南半球での試合開催も模索したが、世界中で新型コロナウイルス感染者が増えるなか、政府筋から海外遠征を諦めるよう警告を受けたという。
12月14日、ラグビーワールドカップ2023のプール戦おいて、日本はプールDに編成された。プールDは最終的にイングランド、アルゼンチン、サモア、チリ となった。

### 2021年 再始動するもティア1に全敗
ワールドカップ2019終了以来、1年半ぶりの4月12日、2021年度日本代表候補選手とチームスタッフが発表され、再始動。
2021年6月12日のサンウルブズとの強化試合 で、日本代表側はキャップ非対象チーム「JAPAN XV(ジャパンフィフティーン)」として戦った。2020年に解散していたサンウルブズは、この試合のために日本代表候補選手から9人、新たな選手を数人加えて 再結成、JAPAN XVが32-17で勝利した。
6月からのヨーロッパ遠征で、1年8か月ぶりのテストマッチ。ブリティシュ・アンド・アイリッシュ・ライオンズに10-28で敗れた。続く7月3日にアイルランドに31-39で敗れた。
10月2日、ピーター・ラブスカフニをキャプテンに指名。10月23日、2年ぶりの国内開催テストマッチのオーストラリア戦で23-32で敗れた。
11月のヨーロッパ遠征3連戦では、アイルランドに5対60と大敗。ワールドカップ2019後からこの対戦までの2年間、日本の国際試合が3試合のみに対し、アイルランドは16試合も行っており、コロナ禍における日本代表の停滞を如実に示した。ポルトガル戦では苦戦し38-25で辛勝。スコットランド戦は 20-29で敗れた。結局、2021年はティア1 の国に全敗した。この遠征中、トンガ出身の選手（ヴァルアサエリ愛、レメキロマノラヴァ）などを中心に新しいチームソングが生まれ、ワールドカップ2023の第1戦（チリ戦）後の動画で公になった。
ヨーロッパ遠征中の日本代表から、バーバリアンズのメンバーに中村亮土、垣永真之介、堀越康介、小瀧尚弘、の4名が選ばれた。イングランドのトゥイッケナム・スタジアムでサモア代表と11月に対戦予定だったが、バーバリアンズ内で新型コロナウイルス陽性者が発生し、中止となった。

### 2022年「Our Team」
リーグワン初年度が終わった 2022年5月31日、日本代表は選手層の厚みを増す目的で2チームに分かれ、日本代表チーム34名とNDSチーム34名がそれぞれ合宿入り。ジョン・ミッチェルがアシスタントコーチに加わった。
6月18日に秩父宮ラグビー場で、NDSチームが日本代表（キャップ対象試合）としてウルグアイ代表と戦い34-15で勝利した。6月25日ミクニワールドスタジアム北九州でのウルグアイ戦（第2戦）は、日本代表チームが臨み、HO坂手淳史が初めてキャプテンとなった。43-7で圧勝。
7月2日のフランス戦（第1戦）は約5年ぶり。ランキング2位のフランスに対し、10位の日本代表は、試合の数日前に主要選手4名が新型コロナウイルス陽性になるなどしてメンバー構成を大きく変えて臨み、フランス代表は1桁キャップが先発15人中6人という「1.5軍」の編成だった。豊田スタジアムで気温35度の猛暑のなか、前半は13-13と互角だったものの、後半は4トライで突き放され、23-42で敗れた。
7月9日に、フランス戦の第2戦が気温31度超え の国立競技場で行われ、前半15-7でリードしたが、逆転され15-20で惜敗。この試合では、国内開催ラグビーテストマッチ史上最多57,011人の入場者数となり、4年ぶりに記録を更新した。
2022年6月合宿時からチーム内で使っていたチームスローガン「Our Team」 を、同年9月に正式発表した。しかしスポンサー企業であるカンタベリーや三菱地所は、4年前と同じ「One Team」をキャッチフレーズに使用し、ワールドカップ2023開催期間中までプロモーションを展開し続けた。2023年9月24日には、全国向けFM番組『有吉弘行のSUNDAY NIGHT DREAMER』（JFN系列）において、タレントの有吉弘行は「（『Our Team』は）完全に『One Team』に負けてますけどね。まったく誰も使ってませんけども」と指摘、ゲストの元日本代表畠山健介が「確かに『Our Team』って誰も使ってない」と同意した。ワールドカップ2023プール最終戦の前日となる2023年10月7日には、キャプテンの姫野和樹も「One teamで共に闘いましょう」とSNSでファンに向けて呼びかけた。
2022年10月1日から3週にわたり、日本代表候補メンバーの中から編成のセカンドシニア代表チーム「JAPAN XV(ジャパン・フィフティーン)」が、強化を目的に、オーストラリア代表のセカンドチーム「オーストラリアA代表」と日本国内で3連戦した（キャップ非対象）。1戦目は22-34で敗れ、2戦目は21-22で敗れた。3戦目は双方トライを重ね、日本が終始リードする展開となり52-48で勝利した。

### 国立競技場NZ戦で最多入場者数を記録
2022年10月29日のニュージーランド戦は4年ぶり7回目。会場となる国立競技場の入場者数は65,188人で、ラグビー国内開催テストマッチだけでなく国立競技場改築後のイベントとしても、最多入場記録を更新した。日本は終始積極的に攻め、前半は17-21と接戦に。後半は途中ニュージーランドが1人退場する中、終了近くまで4点差を維持。しかし終了直前にPGを決められ31-38の惜敗となった。通算7敗目となったものの、対ニュージーランド戦で歴代最少の点差であり、続くヨーロッパ遠征に期待できる善戦だった。
11月12日にロンドントゥイッケナムスタジアム81,087人の観衆の中で、イングランド代表と4年ぶりに対戦、13-52で大敗した。藤井雄一郎ナショナルチームディレクターによると、試合後に日本側はレフリーの判定について確認を入れ、日本に不利となる8つのジャッジミスが明らかになったという。試合中のレフリーとのコミュニケーションの重要性が浮き彫りになった。
11月20日のフランス代表戦も17-35で敗れた。強豪国に勝てない状況について、ジョセフHCは「この期間はベースキャンプという形でたとえている。Ｗ杯に向けては、いい方向に向かっていると思う」と総括した。
2022年からワールドラグビーは、胸骨（胸郭前面の骨）の高さへのタックルを「ハイタックル」と見なし、これを厳罰化するルールを試験的に導入してきたが、2023年5月からこれが強く推奨されることになった。

### 2023年 「ハイパフォーマンスユニオン」として強豪11か国入り
2023年5月8日から、新型コロナウイルスに関する強い規制が撤廃され、ウイルス流行前の状態に戻った。
5月11日、ワールドラグビーが定款の第9条4項「評議会の議決権」を改定し、日本を「ハイパフォーマンスユニオン」と位置づけた。これにより、シックス・ネイションズ・チャンピオンシップ（欧州6か国）またはSANZAARラグビー・チャンピオンシップ（南半球4か国）に参加している強豪国「ティア1」10か国と同じく、ワールドラグビー理事会の投票権が3票に増えた（従来の日本の投票権は2票）。
5月20日から11月20日まで、日本代表に向けて日本ラグビーフットボール協会は、「ジャパンラグビーアンバサダー2023」を櫻井翔に、「ラグビー日本代表応援サポーター2023」をサンドウィッチマン、東原亜希、浅野杏奈、大野均、廣瀬俊朗、五郎丸歩、トンプソンルーク、真壁伸弥、糸井重里に委嘱した。

### ワールドカップ直前に次期HCの情報を発信
2023年7月5日、ジェイミー・ジョセフはワールドカップ2023後にヘッドコーチを退任することを表明した。7月17日には、日本ラグビーフットボール協会が、次期ヘッドコーチを公募。ワールドカップまで2か月前の段階から、ヘッドコーチ去就の情報が双方から積極的に示された。

### ワールドカップ前哨戦は1勝5敗
2023年7月に国内でオールブラックスXVと対戦し（キャップ非対象）2連敗。7月22日～8月5日にパシフィックネイションズカップの日本出場試合すべて（対サモア、トンガ、フィジー）をホーム（日本）で開催したが、ホームでの1勝2敗となり、世界ランキングを10位から14位にまで落とした。8月26日、イタリアで5年2か月ぶりのイタリア戦は、キックやハンドリングの精度が低く21-42と大敗し、これらワールドカップ前哨戦は1勝5敗で終わった。

## 大会経過
後述「#試合結果」も参照。
2023年9月10日に第1試合チリ戦で、主将の姫野和樹がケガのため出場回避。粘るチリに42-12で快勝した。
9月17日第2試合のイングランド戦で、日本はノートライ、イングランドは4トライで12-34の完敗に終わった。
9月28日第3試合のサモア戦は、後半2トライを取られ追い上げられたが28-22で逃げ切った。10月7日に日本はプール戦3位以内が確定し、次回ワールドカップ2027への出場権を得た。
10月8日第4試合のアルゼンチン戦では27-39で敗れ、イングランドとアルゼンチンの後塵を拝しプール戦3位。準々決勝進出（ベスト8進出）を逃した。

## 評価

### 選手起用について
ワールドカップ前に行った2023年の6試合では、ほぼ「同じ選手の起用」を続け、実戦機会を多くの選手に与えられず、実戦を通じた選手選考もできなかった。そしてワールドカップ2023でも、登録選手が33名もいながら、毎試合ほぼ同じ選手の起用を続けた（まったく出場しない選手が多かった）。
具体的には、プール1位のイングランドは、4試合すべてに出場した選手は8名にとどまり、4試合すべてに出場の無い選手は いなかった。2位のアルゼンチンは、4試合出場が11名、3試合出場が11名、出場無しは いなかった。プール戦3位の日本は、4試合出場が18名もいて、出場しなかった選手は5名もいた（前大会も全31名のうち5名が不出場）。選手層の薄さが、固定化されたメンバーで表れた。
プール戦で敗退した後、「連戦で明らかに疲れている選手もいた」とWTBの松島幸太朗が語ったと、読売新聞が報じた。
後述「#登録メンバー」も参照。

### 薄い選手層と経験不足を指摘する声
これについて、ラグビー日本代表応援サポーターの五郎丸歩は、プール戦敗退直後のインタビューで選手層の薄さを指摘し、「アルゼンチンは、前週から大きくメンバーを変えることができた（先発選手を11人変えた）。ローテーションを組むことができる33人を作っていくことを日本ラグビー界全体で考えていかないと、勝つことは難しい」と語った。
ラグビー日本代表応援サポーターの大野均は、「2019年大会に向けては、サンウルブズがあった。スーパーラグビーに参加してテストマッチに近い強度の試合を選手が経験して、ベスト8に進む大きな要因になった」と、前回と今回との違いを指摘し、「今後もコンスタントにレベルの高い国際試合を経験していくことが大事だ」と語った。
横浜キヤノンイーグルス監督の沢木敬介も、「アウェーで強豪国との対戦をするほか、個人でもプレーの場を海外に求めることも必要かもしれない」と分析した。
敗退翌日の会見で、日本代表に同行していたナショナルチームディレクター藤井雄一郎は「スーパーラグビー、ジュニア代表など、国際経験を積ませられる環境をつくるのが一番」と述べ、ジェイミー・ジョセフHCも「サンウルブズのような経験は、可能な解決策の一つだと思う」と述べた。

## ジェイミー・ジョセフHC退任
- 大会開幕まで2か月あまりとなった2023年6月30日の報道で、ジェイミー・ジョセフHCがワールドカップ2023後に退任することが明らかになった[144]。ジョセフは 2024年から4年契約でニュージーランドのハイランダーズに9年ぶりに戻ることを、ハイランダーズが8月10日に発表した。新役職「ヘッド・オブ・ラグビー」に就任し、選手獲得やコーチへのサポートなどを行う[145][146]。
- 2023年7月17日から日本ラグビーフットボール協会は次期ヘッドコーチの公募を始め、その選任プロセスの一部を、国際的なラグビー指導者ヘッドハンティング実績を持つ企業Odgers Berndtson（オジャーズ・ベルンソン社）に委託した[111]。日本ラグビーフットボール協会の岩渕健輔専務理事は、多数のHC応募があったことを8月9日に明かした[112][147]。
- 大会終了後の10月14日、ジェイミー・ジョセフがヘッドコーチを退任し、離日[148]。
- 2023年12月13日、日本ラグビーフットボール協会は、エディー・ジョーンズに日本代表ヘッドコーチを8年ぶりに再任させることを発表。2024年1月1日からワールドカップ2027まで4年間の任期[149][150][151][152]。

## ジャージ
2023年版のジャージは、ワールドカップ2023開幕77日前の6月23日に発表された。柄は、2019年版 の兜のコンセプトや吉祥文様などをほぼ継承したが、胴体部分の赤いストライプが細くなり1本増え、2015年版 のように水平線の印象を強めた。
大きな特徴として、襟なし丸首となり、首周りに沿って赤い線が一本通る。また、胸に大きな白いスペースをとって上体の厚みを強調した。肩部分にも白を広く配置し、全体でも白が目立つ配色になった。ワールドカップ2023着用バージョンでは、開催国フランスの伝統的なアヤメの紋章「フルール・ド・リス」が胸の中央に入り、右胸に大会マーク、左胸に桜、首下にカンタベリーのロゴを配置。
2022年7月にカンタベリーの店頭や試合会場などでファンからポリエステル100％の衣類を1,266枚回収し、選手用にはそのケミカル素材をリサイクル使用した。また、リーグワン選手84人の体型を3Dデジタルデータ化して開発に役立てた。
ワールドカップ以外の試合では、胸の下の赤いライン上に「リポビタンD」、左胸に桜、右胸にカンタベリーのロゴ、背中の白い部分に「TOSHIBA」のロゴが入る。

## チームソング
日本協会YouTubeチャンネル「JAPAN RUGBY TV」で、第1戦チリ戦の後にロッカールームでチームソングを歌う姿が公開された。この曲は、トンガ出身の選手（ヴァルアサエリ愛、レメキロマノラヴァ）などを中心に2021年のヨーロッパ遠征時に作られ、映画『ライオンキング』の中の『王様になるのが待ちきれない（I Just Can't Wait to Be King）』のメロディの一部をベースにしたが、その原形をとどめないオリジナル曲となった。「Hoka Ki mu'a」（トンガ語で「ファイトし続ける」）、「Samurai, Sumo, Ninja」（侍、相撲、忍者）、「Katsu Motto」（勝つ、もっと）、「Let's Go, Brave Blossom」など国際色豊かな歌詞となった。

## 登録メンバー
年齢は2023年9月10日開幕時に固定。Cap数は2023年10月8日アルゼンチン戦が終了した時点に固定。計33名（FW19名、BK14名）。キャプテンは姫野和樹、バイスキャプテンは流大。
「濃い青い背景」は主将（公式記録となるキャプテン）、「薄い青い背景」は副主将。「キャプテン2人体制」と発表・報道されても、試合中レフリーとコンタクトできるキャプテン および 公式記録のキャプテン は1名のみである。出場した選手には「◆」「●」を入れた。
9月18日イングランド戦の後、セミシ・マシレワが負傷のため離脱、山中亮平が追加招集された。
9月29日サモア戦で、流大がコンディション不良のため、福田健太をリザーブで起用。
10月8日アルゼンチン戦では、リザーブ福田健太の出場は無かった。
7/8・7/15はオールブラックスXV戦、7/22はサモア戦、7/29はトンガ戦、8/5はフィジー戦、8/26はイタリア戦。ワールドカップ2023は、9/10がチリ戦、9/18がイングランド戦、9/29がサモア戦、10/8がアルゼンチン戦（いずれも日本時間）。
| Pos    | 氏名                   | 7/ 8 | 7/ 15 | 7/ 22 | 7/ 29 | 8/ 5 | 8/ 26 | 9/10     | 9/18             | 9/29       | 10/8             | 年齢                   | Cap | 所属チーム                     | W杯出場             |
| Pos    | 氏名                   | 7/ 8 | 7/ 15 | 7/ 22 | 7/ 29 | 8/ 5 | 8/ 26 | チリの旗 | イングランドの旗 | サモアの旗 | アルゼンチンの旗 | 年齢                   | Cap | 所属チーム                     | W杯出場             |
| ------ | ---------------------- | ---- | ----- | ----- | ----- | ---- | ----- | -------- | ---------------- | ---------- | ---------------- | ---------------------- | --- | ------------------------------ | ------------------- |
| PR     | 稲垣啓太               | -    | ◆     | ◆     | ◆     | ◆    | ◆     | ●        | ●                | ●          | ●                | 1990年6月2日（34歳）   | 53  | 埼玉パナソニックワイルドナイツ | 2015,2019,2023      |
| PR     | クレイグ・ミラー       | ◆    | ◆     | ◆     | ◆     | ◆    | ◆     | ●        | ●                | ●          | ●                | 1990年10月29日（32歳） | 16  | 埼玉パナソニックワイルドナイツ | 2023                |
| PR     | シオネ・ハラシリ       | ◆    | -     | -     | -     | -    | -     |          |                  |            |                  | 1999年10月15日（23歳） | 0   | 横浜キヤノンイーグルス         |                     |
| PR     | 具智元                 | ◆    | ◆     | ◆     | ◆     | ◆    | ◆     | ●        | ●                | ●          | ●                | 1994年7月20日（29歳）  | 29  | コベルコ神戸スティーラーズ     | 2019,2023           |
| PR     | 垣永真之介             | ◆    | ◆     | ◆     | -     | -    | -     |          |                  |            |                  | 1991年12月19日（31歳） | 12  | 東京サントリーサンゴリアス     |                     |
| PR     | ヴァルアサエリ愛       | -    | -     | -     | ◆     | ◆    | ◆     | ●        | ●                | ●          | ●                | 1989年5月7日（34歳）   | 30  | 埼玉パナソニックワイルドナイツ | 2019,2023           |
| HO     | 堀江翔太               | ◆    | ◆     | ◆     | ◆     | ◆    | ◆     | ●        | ●                | ●          | ●                | 1986年1月21日（37歳）  | 76  | 埼玉パナソニックワイルドナイツ | 2011,2015,2019,2023 |
| HO     | 坂手淳史               | -    | ◆     | ◆     | ◆     | ◆    | ◆     | ●        | ●                | ●          | ●                | 1993年6月21日（30歳）  | 41  | 埼玉パナソニックワイルドナイツ | 2019,2023           |
| HO     | 堀越康介               | ◆    | -     | -     | -     | -    | -     |          |                  |            |                  | 1995年6月2日（28歳）   | 7   | 東京サントリーサンゴリアス     |                     |
| LO     | サウマキアマナキ       | -    | -     | -     | -     | -    | ◆     | ●        |                  |            | ●                | 1997年3月8日（26歳）   | 3   | コベルコ神戸スティーラーズ     | 2023                |
| LO     | ワーナー・ディアンズ   | -    | -     | -     | -     | -    | -     | ●        | ●                | ●          | ●                | 2002年4月11日（21歳）  | 11  | 東芝ブレイブルーパス東京       | 2023                |
| LO/FL  | ジャック・コーネルセン | ◆    | ◆     | ◆     | ◆     | ◆    | ◆     | ●        | ●                | ●          | ●                | 1994年10月13日（28歳） | 20  | 埼玉パナソニックワイルドナイツ | 2023                |
| LO/FL  | アマト・ファカタヴァ   | ◆    | ◆     | ◆     | ◆     | ◆    | -     | ●        | ●                | ●          | ●                | 1994年12月7日（28歳）  | 7   | リコーブラックラムズ東京       | 2023                |
| FL     | 福井翔大               | ◆    | ◆     | ◆     | -     | -    | ◆     | ●        |                  |            |                  | 1999年9月28日（23歳）  | 3   | 埼玉パナソニックワイルドナイツ | 2023                |
| FL     | 姫野和樹               | ◆    | ◆     | ◆     | ◆     | ◆    | ◆     |          | ●                | ●          | ●                | 1994年7月27日（29歳）  | 32  | トヨタヴェルブリッツ           | 2019,2023           |
| FL     | リーチマイケル         | ◆    | ◆     | ◆     | -     | -    | ◆     | ●        | ●                | ●          | ●                | 1988年10月7日（34歳）  | 84  | 東芝ブレイブルーパス東京       | 2011,2015,2019,2023 |
| FL     | ピーター・ラブスカフニ | -    | -     | -     | -     | ◆    | -     |          | ●                | ●          | ●                | 1989年1月11日（34歳）  | 19  | クボタスピアーズ船橋・東京ベイ | 2019,2023           |
| FL     | ベン・ガンター         | -    | -     | -     | ◆     | ◆    | ◆     |          |                  |            |                  | 1997年10月24日（25歳） | 8   | 埼玉パナソニックワイルドナイツ |                     |
| FL     | 下川甲嗣               | -    | -     | -     | -     | ◆    | -     | ●        | ●                | ●          |                  | 1999年1月17日（24歳）  | 5   | 東京サントリーサンゴリアス     | 2023                |
| SH     | 齋藤直人               | ◆    | ◆     | ◆     | ◆     | ◆    | ◆     | ●        | ●                | ●          | ●                | 1997年8月26日（26歳）  | 19  | 東京サントリーサンゴリアス     | 2023                |
| SH     | 流大                   | ◆    | ◆     | ◆     | ◆     | ◆    | ◆     | ●        | ●                |            |                  | 1992年9月4日（31歳）   | 36  | 東京サントリーサンゴリアス     | 2019,2023           |
| SH     | 福田健太               | -    | -     | -     | -     | -    | -     |          |                  | ●          |                  | 1996年12月19日（26歳） | 1   | トヨタヴェルブリッツ           | 2023                |
| SO     | 李承信                 | -    | ◆     | ◆     | ◆     | ◆    | ◆     |          |                  | ●          |                  | 2001年1月13日（22歳）  | 11  | コベルコ神戸スティーラーズ     | 2023                |
| SO     | 松田力也               | ◆    | ◆     | ◆     | ◆     | ◆    | ◆     | ●        | ●                | ●          | ●                | 1994年5月3日（29歳）   | 37  | 埼玉パナソニックワイルドナイツ | 2019,2023           |
| CTB    | 中村亮土               | -    | ◆     | -     | -     | ◆    | ◆     | ●        | ●                | ●          | ●                | 1991年6月3日（32歳）   | 39  | 東京サントリーサンゴリアス     | 2019,2023           |
| CTB    | 長田智希               | ◆    | ◆     | ◆     | ◆     | ◆    | ◆     | ●        | ●                | ●          |                  | 1999年11月25日（23歳） | 7   | 埼玉パナソニックワイルドナイツ | 2023                |
| CTB    | ディラン・ライリー     | ◆    | ◆     | ◆     | ◆     | ◆    | ◆     | ●        | ●                | ●          | ●                | 1997年5月7日（26歳）   | 18  | 埼玉パナソニックワイルドナイツ | 2023                |
| WTB    | シオサイア・フィフィタ | -    | -     | -     | -     | -    | -     |          |                  |            | ●                | 1998年12月20日（24歳） | 13  | トヨタヴェルブリッツ           | 2023                |
| WTB    | セミシ・マシレワ       | ◆    | ◆     | -     | ◆     | ◆    | ◆     | ●        | ●                | 離         | 離               | 1992年6月9日（31歳）   | 7   | 花園近鉄ライナーズ             | 2023                |
| WTB    | ジョネ・ナイカブラ     | ◆    | ◆     | ◆     | ◆     | ◆    | ◆     | ●        | ●                | ●          | ●                | 1994年4月12日（29歳）  | 8   | 東芝ブレイブルーパス東京       | 2023                |
| WTB    | レメキロマノラヴァ     | -    | -     | -     | -     | -    | -     | ●        | ●                | ●          | ●                | 1989年1月20日（34歳）  | 20  | NECグリーンロケッツ東葛        | 2019,2023           |
| FB/WTB | 松島幸太朗             | ◆    | ◆     | ◆     | ◆     | ◆    | ◆     | ●        | ●                | ●          | ●                | 1993年2月26日（30歳）  | 55  | 東京サントリーサンゴリアス     | 2015,2019,2023      |
| FB/SO  | 小倉順平               | ◆    | -     | -     | -     | -    | -     |          |                  |            |                  | 1992年7月11日（31歳）  | 4   | 横浜キヤノンイーグルス         |                     |
| FB/SO  | 山中亮平               | -    | -     | ◆     | ◆     | -    | -     | 未       | 未               |            | ●                | 1988年6月22日（35歳）  | 30  | コベルコ神戸スティーラーズ     | 2019,2023           |

## スタッフ

### 日本代表スタッフ
2023年 日本代表スタッフ（2023年8月15日現在）。ワールドカップ2023終了後、解散した。
| 役職                                                    | 名前                       | 所属                                           |
| ------------------------------------------------------- | -------------------------- | ---------------------------------------------- |
| ナショナルチームディレクター                            | 藤井雄一郎                 | 日本ラグビーフットボール協会                   |
| ヘッドコーチ                                            | ジェイミー・ジョセフ       | 日本ラグビーフットボール協会                   |
| アシスタントコーチ                                      | トニー・ブラウン           | 日本ラグビーフットボール協会                   |
| アシスタントコーチ                                      | 長谷川慎                   | 日本ラグビーフットボール協会                   |
| アシスタントコーチ                                      | ジョン・ミッチェル         | 日本ラグビーフットボール協会                   |
| アシスタントコーチ                                      | リキ・フルーティ           | 日本ラグビーフットボール協会                   |
| ストレングス＆コンディショニング(S&C)コーチ             | アンドリュー・ベードモア   | 日本ラグビーフットボール協会                   |
| アシスタントストレングス＆コンディショニング(S&C)コーチ | 太田千尋                   | 日本ラグビーフットボール協会                   |
| 分析                                                    | アンドリュー・ワッツ       | オタゴハイランダーズ                           |
| 分析                                                    | 浜野俊平                   | 日本ラグビーフットボール協会                   |
| ドクター                                                | 高森草平                   | 横浜南共済病院                                 |
| パフォーマンスコーディネーター                          | カール・マクドナルド       | 日本ラグビーフットボール協会                   |
| アスレティックトレーナー                                | 濱野武彦                   | 武蔵野アトラスターズ整形外科スポーツクリニック |
| アスレティックトレーナー                                | 國次聡史                   | 横浜市スポーツ医科学センター                   |
| メンタルコーチ                                          | デイビッド・ガルブレイス   | 日本ラグビーフットボール協会                   |
| 通訳                                                    | 吉水奈翁                   | 日本ラグビーフットボール協会                   |
| チームマネージャー                                      | 波多野恵介                 | 日本ラグビーフットボール協会                   |
| アシスタントマネージャー                                | ジョシュ・ウェストブルック | 日本ラグビーフットボール協会                   |
| ロジスティックマネージャー                              | 中村彰                     | 日本ラグビーフットボール協会                   |
| チームメディアマネージャー                              | 津久井信介                 | 日本ラグビーフットボール協会                   |
| チーム帯同シェフ                                        | 西芳照                     | DREAM24                                        |
| ビデオグラファー                                        | 中村拓磨                   | 日本ラグビーフットボール協会                   |

## 試合結果

### プールD
| 順 | Team             | Pld | W | D | L | PF  | PA  | +/-  | Try +/- | BP | Pts | 出場権                                    |
| -- | ---------------- | --- | - | - | - | --- | --- | ---- | ------- | -- | --- | ----------------------------------------- |
| 1  | イングランド (Q) | 4   | 4 | 0 | 0 | 150 | 39  | 111  | 14      | 2  | 18  | 決勝トーナメント進出 2027年大会出場権獲得 |
| 2  | アルゼンチン (Q) | 4   | 3 | 0 | 1 | 127 | 69  | 58   | 10      | 2  | 14  | 決勝トーナメント進出 2027年大会出場権獲得 |
| 3  | 日本 (E)         | 4   | 2 | 0 | 2 | 109 | 104 | 5    | -2      | 1  | 9   | 2027年大会出場権獲得                      |
| 4  | サモア (E)       | 4   | 1 | 0 | 3 | 92  | 75  | 17   | 4       | 3  | 7   |                                           |
| 5  | チリ (E)         | 4   | 0 | 0 | 4 | 27  | 215 | −188 | -26     | 0  | 0   |                                           |

| 9月10日 (日) 13:00 | (1 BP) 日本 | 42–12  | チリ                                                          | スタジアム, トゥールーズ レフリー: ニック・ベリー (オーストラリア) |
| 9月10日 (日) 13:00 | T: ファカタヴァ (2) 8' c, 40+1' c ナイカブラ 30' c リーチ 53' c 中村 71' c ディアンズ 79' c G: 松田 (6/6) 10', 31', 40+2', 54', 73', 80+1' | Report | T: フェルナンデス 6' c A・エスコバル 48' m G: ビデラ (1/2) 7' | スタジアム, トゥールーズ レフリー: ニック・ベリー (オーストラリア) |

| 9月17日 (日) 21:00 | (1 BP) イングランド | 34–12  | 日本                              | スタッド・ド・ニース, ニース レフリー: ニカ・アマシュケリ (ジョージア) |
| 9月17日 (日) 21:00 | T: ラドラム 24' c ローズ 56' m スチュワード 66' c マーチャント 81' c G: フォード (4/4) 26', 56', 67', 81' PG: フォード (2/3) 4', 42' | Report | PG: 松田 (4/4) 15', 23', 32', 54' | スタッド・ド・ニース, ニース レフリー: ニカ・アマシュケリ (ジョージア) |

| 9月28日 (木) 21:00 | 日本                                                                                              | 28–22  | サモア (1 BP)                                                                                                  | スタジアム, トゥールーズ レフリー: ヤコ・ペイパー (南アフリカ) |
| 9月28日 (木) 21:00 | T: ラブスカフニ 13' c リーチ 32' c 姫野 48' m G: 松田 (2/3) 15', 33' PG: 松田 (3/3) 28', 56', 75' | Report | T: S・ラム 38' m パイアウア 65' c リアリーファノ 78' c G: リアリーファノ (2/3) 66', 79' PG: レウイラ (1/2) 25' | スタジアム, トゥールーズ レフリー: ヤコ・ペイパー (南アフリカ) |

| 10月8日 (日) 13:00 | 日本 | 27–39  | アルゼンチン (1 BP) | スタッド・ドゥ・ラ・ボージョワール, ナント 観客数: 33,624人 レフリー: ベン・オキーフ (ニュージーランド) |
| 10月8日 (日) 13:00 | T: ファカタヴァ 16' c 齋藤 38' c ナイカブラ 65' c G: 松田 (3/3) 17', 39', 67' PG: 松田 (1/1) 52' DG: レメキ (1/1) 56' | Report | T: チョコバレス 2' c M・カレーラス (3) 28' m, 46' c, 68' c ボフェッリ 58' c G: ボフェッリ (3/4) 2', 47', 60' サンチェス (1/1) 70' PG: ボフェッリ (1/2) 35' サンチェス (1/1) 75' | スタッド・ドゥ・ラ・ボージョワール, ナント 観客数: 33,624人 レフリー: ベン・オキーフ (ニュージーランド) |

## ワールドラグビー男子ランキング
毎週月曜の日中（アイルランド時間。日本時間では同日夜）までに ワールドラグビーが発表するデータ にもとづく。通常は週1回の更新だが、ワールドカップ中は毎試合ごとにランキングが更新される。ホームでの敗戦（アウェイでの勝利）では、ポイントが大きく動く。また、ワールドカップ時は、通常テストマッチの2倍ポイントが動く。
2023年7月24日付けで、12位サモアにホームで敗戦したために10位から12位へ落ちた。12位は、2016年11月7日付け以来、6年9か月ぶり。2023年8月7日付けで、秩父宮ラグビー場でフィジーに敗れた ため14位に転落。14位は、2015年8月31日付け以来約8年ぶり。
2023年9月8日ワールドカップ2023開幕時点で14位。9月25日付けで不振ジョージア と入れ替わり、13位に浮上。
2023年9月28日にワールドカップ2023プール戦でサモアに勝利し12位となった。2023年10月28日ワールドカップ2023終了時点で12位。

## 視聴率

### 中継放送
視聴率は、地上波番組のもの（関東地区、ビデオリサーチ調べ）。
- 以下の文章内の数値は、世帯視聴率[214][215]。
- 世帯視聴率は「視聴世帯数÷調査世帯数x100」、個人視聴率は「視聴人数÷調査世帯人数x100」(4歳以上)[216]。
- 9月10日のチリ戦を中継したNHK総合では、大河ドラマ『どうする家康』（20:00-20:45）を休止。同番組は前週11.7%だった[217]。TBSの日曜劇場『VIVANT』第9話は、通常より開始を30分遅らせて21:30から79分スペシャル（22:49まで）を放送し、中盤の22:04までチリ戦の試合時間と重なったが、前週と同じ14.9％を記録した[218]。
- 9月18日イングランド戦、29日サモア戦を中継した日本テレビは、『ZIP!』（通常5:50-9:00）の開始を15分遅らせた。
- 10月8日アルゼンチン戦を中継した日本テレビは、終了時刻を5分延長し、以降の番組を遅らせた。

| 試合      | 対戦相手     | 試合開始時刻 （現地）   | 同 日本時間                | 放送形態 | メディア       | 放送時間                                                | 世帯視聴率          | 世帯視聴率          | 個人 視聴率         | 備考            |
| 試合      | 対戦相手     | 試合開始時刻 （現地）   | 同 日本時間                | 放送形態 | メディア       | 放送時間                                                | 平均 視聴率         | 瞬間最高 視聴率     | 個人 視聴率         | 備考            |
| --------- | ------------ | ----------------------- | -------------------------- | -------- | -------------- | ------------------------------------------------------- | ------------------- | ------------------- | ------------------- | --------------- |
| プール戦1 | チリ         | 2023年 9月10日(日) 13時 | 2023年 9月10日(日) 20時    | 生中継   | NHK総合/BS4K   | 10日(日)19:30-22:30 (前半19:50-20:58) (後半21:02-22:19) | 前半19.3% 後半19.7% | 前半22.4% 後半22.3% | 前半12.5% 後半12.4% | [ 219 ] [ 220 ] |
| プール戦1 | チリ         | 2023年 9月10日(日) 13時 | 2023年 9月10日(日) 20時    | 生中継   | J SPORTS       | 10日(日)19:00-23:30                                     |                     |                     |                     |                 |
| プール戦2 | イングランド | 2023年 9月17日(日) 21時 | 2023年 9月18日(月・祝) 4時 | 生中継   | NHKBS1/BS4K    | 18日(月祝)3:00-6:30                                     |                     |                     |                     |                 |
| プール戦2 | イングランド | 2023年 9月17日(日) 21時 | 2023年 9月18日(月・祝) 4時 | 生中継   | 日本テレビ系列 | 18日(月祝)3:45-6:05 (前半3:45-5:00) (後半5:00-6:05)     | 前半4.1% 後半6.3%   |                     | 前半2.0% 後半3.1%   | [ 221 ] [ 222 ] |
| プール戦2 | イングランド | 2023年 9月17日(日) 21時 | 2023年 9月18日(月・祝) 4時 | 生中継   | J SPORTS       | 18日(月祝)3:00-7:00                                     |                     |                     |                     |                 |
| プール戦2 | イングランド | 2023年 9月17日(日) 21時 | 2023年 9月18日(月・祝) 4時 | 録画     | NHK総合/BS4K   | 18日(月祝)8:15-10:15                                    |                     |                     |                     |                 |
| プール戦3 | サモア       | 2023年 9月28日(木) 21時 | 2023年 9月29日(金) 4時     | 生中継   | 日本テレビ系列 | 29日(金)3:45-6:05 (前半3:45-5:00) (後半5:00-6:05)       | 前半3.9% 後半7.9    |                     | 前半1.8% 後半3.8    | [ 223 ] [ 224 ] |
| プール戦3 | サモア       | 2023年 9月28日(木) 21時 | 2023年 9月29日(金) 4時     | 生中継   | J SPORTS       | 29日(金)3:00-                                           |                     |                     |                     |                 |
| プール戦3 | サモア       | 2023年 9月28日(木) 21時 | 2023年 9月29日(金) 4時     | 録画     | NHK総合/BS4K   | 29日(金)22:00-24:00                                     |                     |                     |                     |                 |
| プール戦4 | アルゼンチン | 2023年 10月8日(日) 13時 | 2023年 10月8日(日) 20時    | 生中継   | 日本テレビ系列 | 8日(日)19:45-21:59                                      | 21.5%               | 28.3% (個人18.9%)   | 14.1%               | [ 225 ]         |
| プール戦4 | アルゼンチン | 2023年 10月8日(日) 13時 | 2023年 10月8日(日) 20時    | 生中継   | J SPORTS       | 8日(日)19:00-23:00                                      |                     |                     |                     |                 |
| プール戦4 | アルゼンチン | 2023年 10月8日(日) 13時 | 2023年 10月8日(日) 20時    | 録画     | NHK総合/BS4K   | 9日(月祝)8:17-10:17                                     |                     |                     |                     |                 |

## パートナー・スポンサー・サプライヤー
日本代表チームに対する スポンサー企業またはブランド。2023年4月6日からワールドカップ2023大会期間中までの時点。
- トップパートナー：大正製薬
- 男子日本代表オフィシャルパートナー：東芝、三井住友銀行、セコム、カンタベリー
- 男子日本代表オフィシャルスポンサー：三菱地所、ヒト・コミュニケーションズ、キヤノン、アサヒビール
- 日本代表オフィシャルサポーター：JTBスポーツ、凸版印刷、KASHIYAMA、Mastercard、TVS REGZA、日本航空
- サプライヤー：GILBERT、ザバス、アサヒ飲料、日の丸自動車興業

## 表彰関連
特に無し